# Eusebio Lillo Robles
Eusebio Lillo Robles (ur. 14 sierpnia 1826 w Santiago, zm. 8 lipca 1910 tamże) – chilijski poeta, dziennikarz i polityk, autor słów hymnu państwowego Chile.

## Życiorys
Urodził się w Santiago jako syn Agustína Lillo i Dolores Robles, w młodości został sierotą. Uczył się jako ekstern w Instytucie Narodowym w Santiago, musiał jednak przerwać naukę z powodu problemów rodzinnych. W 1842 roku był współzałożycielem Sociedad Literaria de Santiago
W wieku osiemnastu lat napisał swój pierwszy wiersz – Na śmierć José Miguela Infante. Pracował w Ministerstwie Spraw Wewnętrznych będąc jednocześnie stołecznym korespondentem czasopisma El Mercurio de Valparaiso. W 1844 roku otrzymał nagrodę Sociedad Literaria de Santiago za wiersz Un Eco al Día de la Patria. W 1847 roku napisał – na polecenie ministra Manuela Camilo Viala – nowy tekst hymnu narodowego. Został on opublikowany po raz pierwszy 17 września 1847 roku w czasopiśmie El Araucano. W 1847 roku został urzędnikiem w nowo utworzonym Urzędzie Statystycznym.
W marcu 1850 roku był jednym z założycieli i pierwszym prezesem Stowarzyszenia równości. Współpracował też z prasą przeciwną rządom prezydenta Manuela Bulnesa. W związku z rewolucją w 1851 roku został zesłany do miasta Valdivia, a następnie musiał opuścić Chile i udał się do Peru, a następnie do Boliwii. W 1864 roku był przez pewien czas redaktorem gazety La Patria.
Do Chile wrócił w 1875 roku i został wybrany na burmistrza Santiago, rok później został burmistrzem Curicó. W czasie wojny o Pacyfik był doradcą i sekretarzem chilijskiej marynarki wojennej, a w maju 1880 roku został ministrem pełnomocnym w Boliwii. We wrześniu 1886 roku prezydent José Manuel Balmaceda mianował go ministrem spraw wewnętrznych, po miesiącu musiał jednak opuścić stanowisko z powodu sporu z prezydentem. W latach 1882–1888 był też senatorem i wiceprzewodniczącym senatu. Po 1888 roku odbył podróż po Europie. W 1896 roku został wybrany na przewodniczącego Alianza Liberal.